# Soyouz TMA-04M
Soyouz TMA-04M  est une mission spatiale dont le lancement a eu lieu le 15 mai 2012 depuis le Cosmodrome de Baikonour. Elle transporte trois membres de l'Expédition 31 vers la station spatiale internationale. Il s'agit du 113e vol d'un vaisseau Soyouz depuis le premier en 1967.

## Équipage
- Commandant : Gennady Padalka (4),  Russie
- Ingénieur de vol 1 : Sergueï Revine (1),  Russie
- Ingénieur de vol 2 : Joseph M. Acaba (2),  États-Unis

Le chiffre entre parenthèses indique le nombre de vols spatiaux effectués par l'astronaute, Soyouz TMA-04M inclus.

### Équipage de remplacement
- Commandant : Oleg Novitskiy,  Russie
- Ingénieur de vol 1 : Evgeny Tarelkin,  Russie
- Ingénieur de vol 2 : Kevin A. Ford,  États-Unis

## Déroulement de la mission
Soyouz TMA-04M est la quatrième mission utilisant le vaisseau spatial amélioré Soyouz TMA-M, qui dispose d'un système de commande de vol modernisé et d’une masse réduite. Le vaisseau spatial a été conçu et fabriqué par RKK Energia, la plus grande entreprise de l'industrie spatiale russe.
Soyouz TMA-04M a été lancé avec succès vers la Station spatiale internationale depuis le Cosmodrome de Baïkonour au Kazakhstan, le mardi 15 mai 2012 à 03:01:23 UTC (09:01:23 heure locale de Baïkonour). Le vaisseau s’est amarré à la Station spatiale internationale le jeudi 17 mai à 04h36 UTC, relié par le module d'amarrage Poisk.
Après le départ de Soyouz TMA-03M le 1er juin, les membres de l'équipage du TMA-04M ont mené la première partie de l'Expédition 32, jusqu'au démarrage de la deuxième partie avec l'arrivée des membres de l'équipage de relève à bord de Soyouz TMA-05M à la mi-Juillet.
L'engin s'est séparé de l'ISS à 23h09 UTC le 16 septembre, Joe Acaba, Guennadi Padalka et Sergueï Revine ont atterri le 17 septembre 2012 à 02:53 UTC dans les steppes du Kazakhstan après avoir passé 123 jours à bord de la station spatiale internationale (ISS).
L'Américaine Sunita Williams, le Japonais Akihiko Hoshide et le Russe Iouri Malentchenko qui sont encore à bord de l'ISS ont été rejoints par un nouvel équipage le 25 octobre.
La prolongation du séjour des astronautes, de six mois maximum actuellement, à un an d'ici à 2015, est envisagée,.

## Galerie

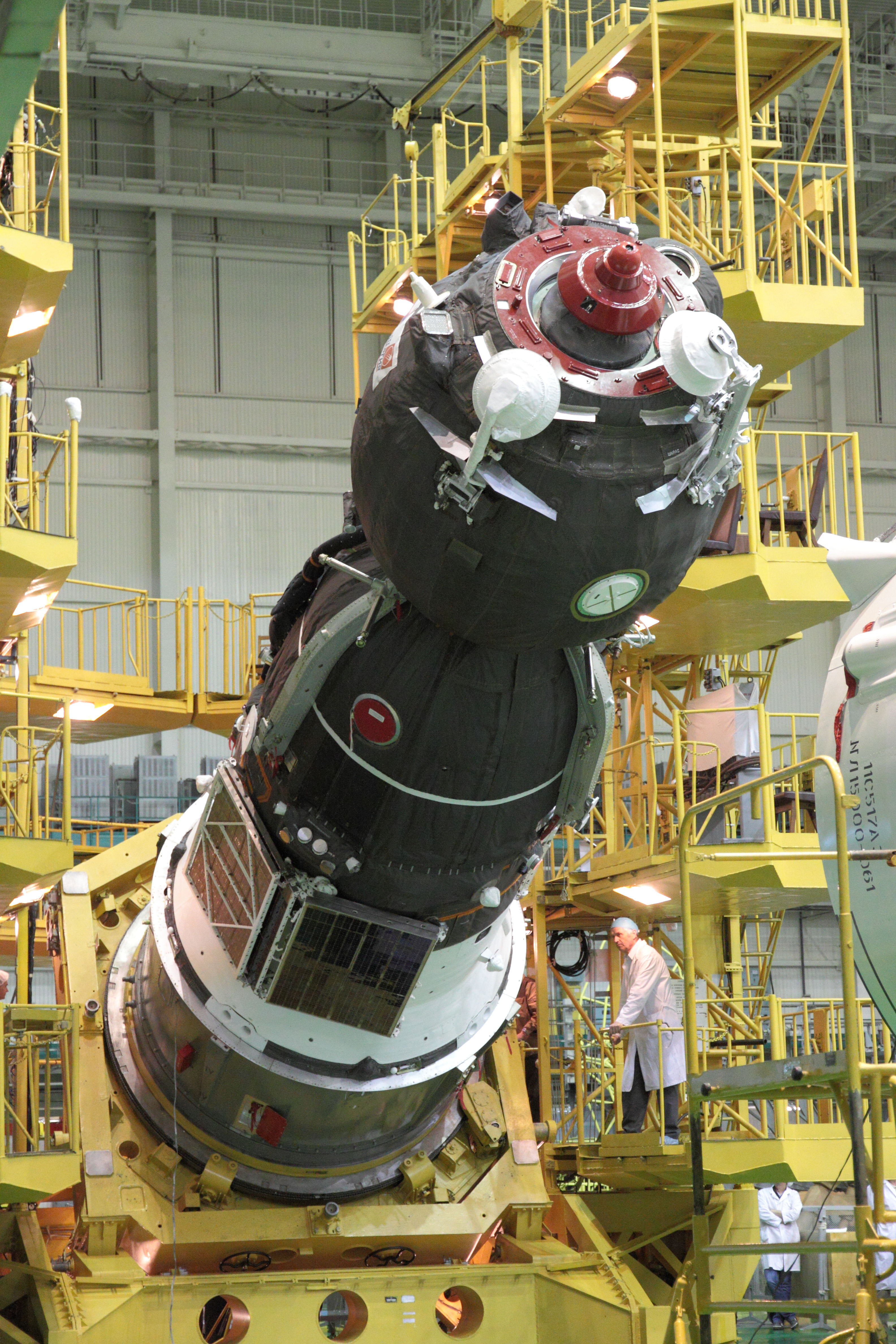
Soyouz ТМА-04M pendant les préparatifs avant le lancement, le 8 mai 2012.
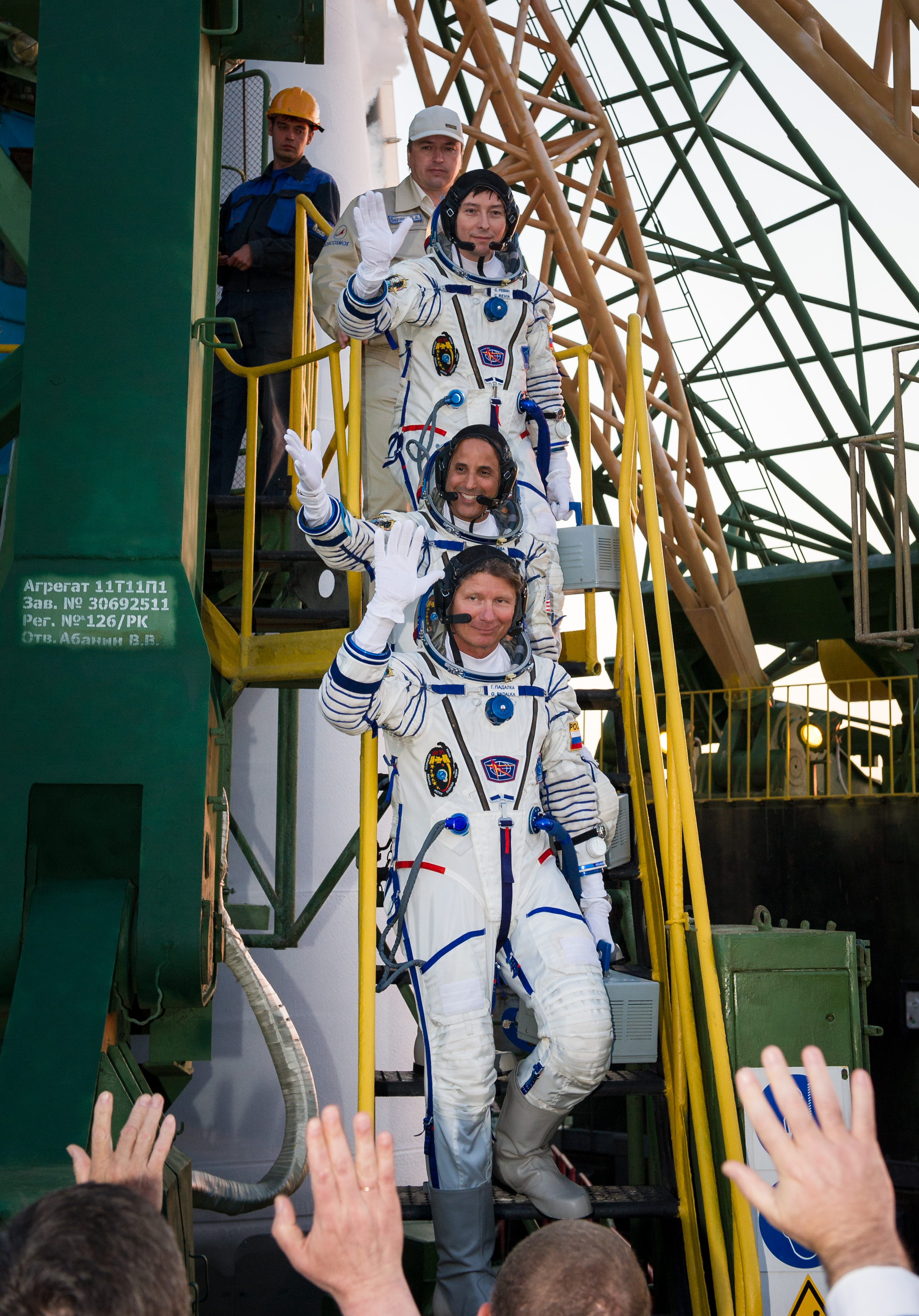
Les membres d’équipage saluant les spectateurs avant l’embarquement.
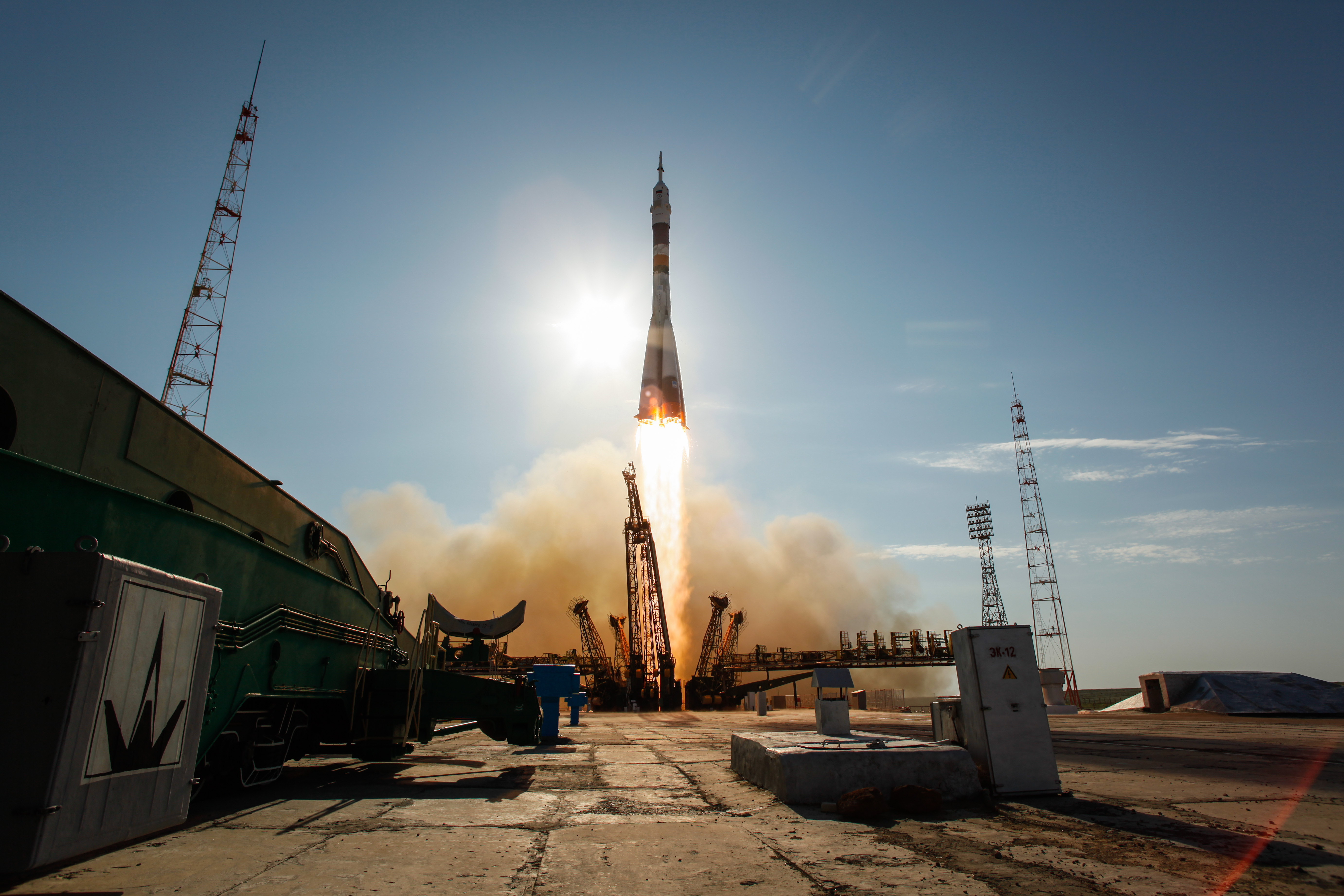
La mission Soyouz TMA-04M décolle vers l’ISS.
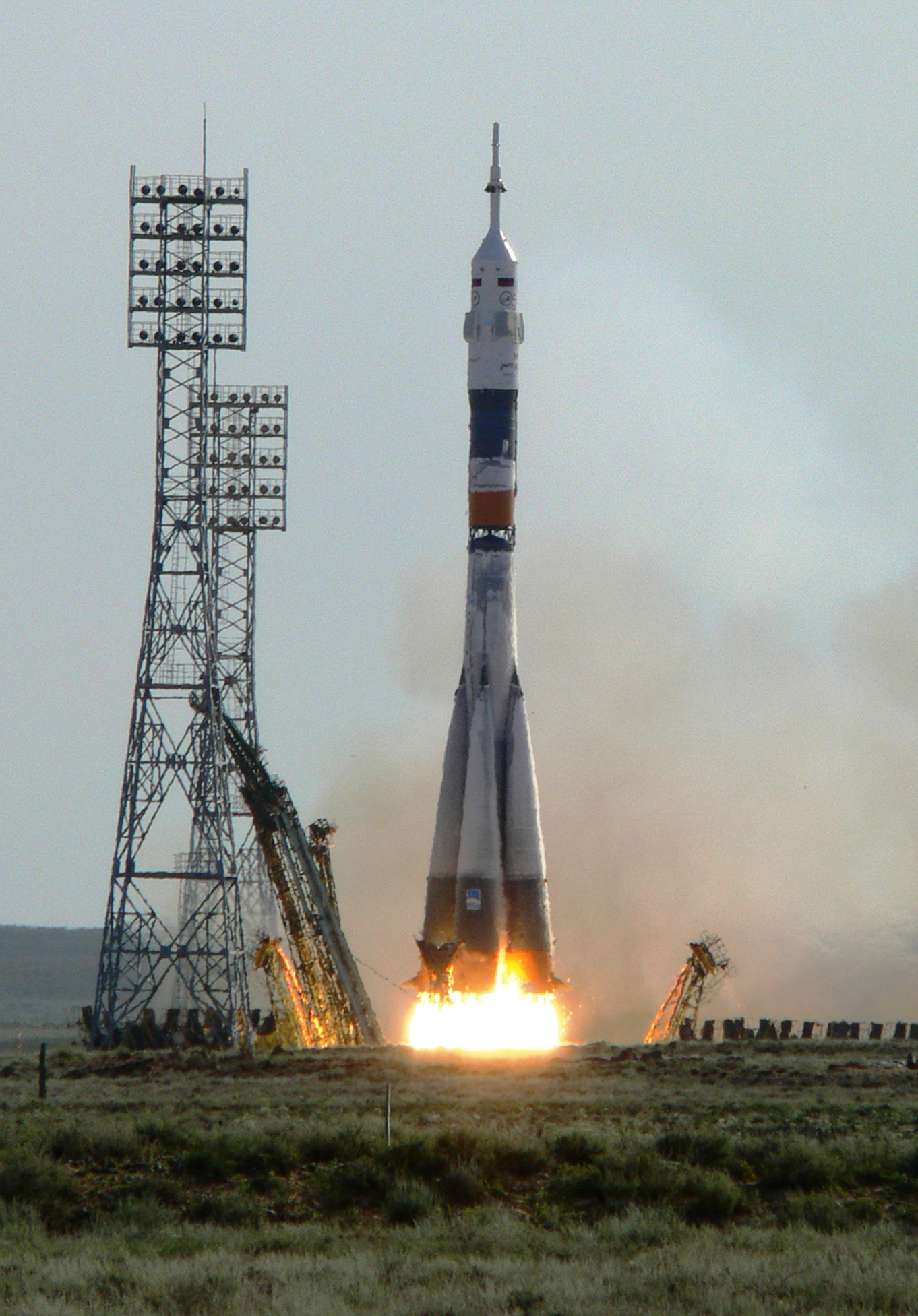
Soyouz TMA-04M décolle depuis Baïkonour.